# Fes (odjevni predmet)
Fes (grčki: Φέσι), množina fesovi, ili tarbuš (?) (طربوش) naziv je za (obično) crveni šešir u obliku valjka. Fes je grčkoga podrijetla iz bizantskoga razdoblja, ali ubrzo su ga prihvatili i Turci, a nosili su ga i pripadnici drugih vjera i etničkih skupina u Osmanskom Carstvu u 19. stoljeću.